# Ivan Bahiense
Ivan Monteiro Bahiense (ur. 23 czerwca 1926 w Vitórii) – brazylijski piłkarz, występujący podczas kariery na pozycji defensywnego pomocnika.

## Kariera klubowa
Ivan Bahiense podczas piłkarskiej kariery występował w Américe Rio de Janeiro, gdzie grał w 1955. Potem występował jeszcze w Santosie FC oraz Fluminense FC.

## Kariera reprezentacyjna
W reprezentacji Brazylii Ivan Bahiense zadebiutował 18 września 1955 w zremisowanym 1-1 meczu z reprezentacji Chile, którego stawką była Copa O’Higgins 1955, którą Brazylia wygrała. Był to jego jedyny mecz w reprezentacji.